# Hüttenbergstraße
Die Hüttenbergstraße ist eine der ältesten Straßen in Neunkirchen. Sie ist ein Teil der Hauptverkehrsachse und war früher eine der wichtigsten Geschäftsstraßen der Stadt.

## Lage und Verlauf

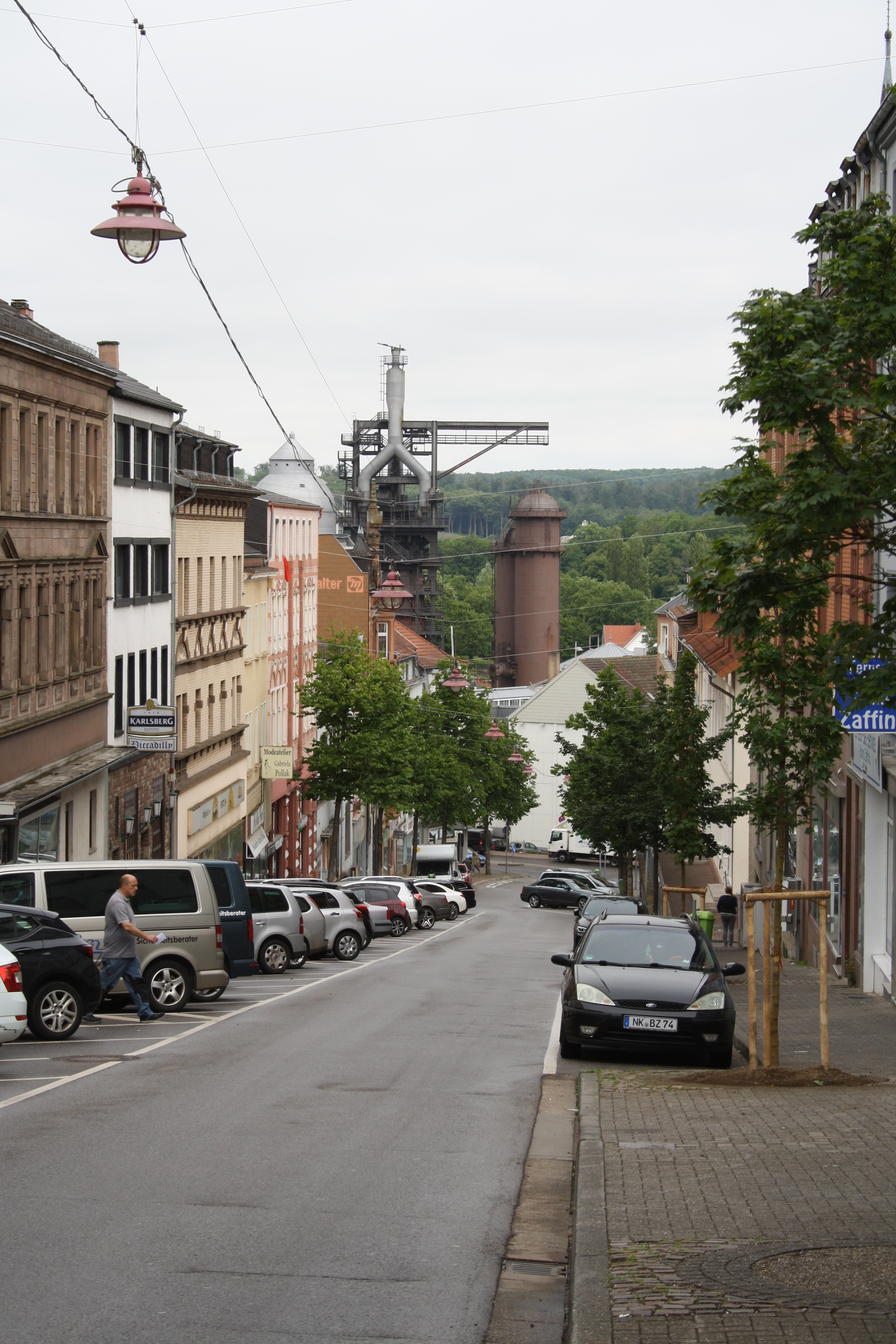
Blickrichtung Nordwest

Die Hüttenbergstraße beginnt in der Nähe des Stummplatzes und des Einkaufszentrums Saarpark-Center. Die Straße führt von der evangelischen Christuskirche am Unteren Markt den Berg hinauf bis zum Oberen Markt. Damit handelt es sich um eine der Hauptverkehrsachsen der Stadt. Bis zur Einrichtung der Fußgängerzone am Stummplatz und der Westumgehung war sie Hauptdurchgangsstraße. Sie verband die Straßen vom Hauptbahnhof Neunkirchen kommend mit dem Oberen Markt und damit zur Scheib und zum Ortsteil Furpach hin. Mit einem Gefälle bzw. einer Steigung von mehr als 11 % überwindet sie den beträchtlichen Höhenunterschied vom Unteren zum Oberen Markt.

## Geschichte
Der Name der Straße leitet sich vom nahegelegenen ehemaligen Neunkircher Eisenwerk ab, das im Volksmund als Hütte bezeichnet wurde. Die Hüttenbergstraße war bereits im Nordheimplan von 1797 verzeichnet. Bereits zu jener Zeit war die Straße beidseitig bebaut. Im 19. Jahrhundert, also zu Beginn der Ära der Gebrüder Stumm, entwickelte sich die Straße neben der Bahnhofstraße zur Hauptgeschäftsstraße der Stadt. Bis 1903 begann die Straße am heutigen Stummplatz. 1902 wurde dort das Stummdenkmal errichtet. Der untere Teil bis zur Christuskirche wurde am 25. April 1904 abgetrennt und zu Ehren des verstorbenen Carl Ferdinand von Stumm-Halberg in Stummstraße umbenannt.
1899 begann die Einrichtung von Gleisen für die Straßenbahn Neunkirchen, die jedoch erst 1907 in Betrieb genommen wurde. Zwei parallele Gleise führten durch die zur damaligen Zeit (bis 1928) steilste Straßenbahnstrecke Europas. 1911 und 1914 wurde ein Zementtrottoir links und rechts neben der Straßenbahn eingerichtet.
Während der Zeit des Nationalsozialismus wurde die Straße in Straße des 13. Januar umbenannt. Der Name bezog sich auf die Saarabstimmung vom 13. Januar 1935, bei dem 90,73 % der Abstimmenden für einen Anschluss des Saargebiets an das Deutsche Reich votierten. Die Umbenennung ging auf eine Initiative des Gauleiters Josef Bürckel zurück, der forderte, dass alle saarländischen Gemeinden diesem historischen Datum eine Straße widmen sollten. Nach dem Zweiten Weltkrieg erhielt sie ihren alten Namen zurück.
Am 14. August 1959 kam es zu einem schweren Unfall mit zwei Toten und acht Verletzten als die Straßenbahn den Halt verlor und rückwärts den Berg hinab in einen städtischen Omnibus rutschte, der in ein Möbelgeschäft gedrückt wurde. Die Straßenbahn verkehrte noch bis 1978. Mit der Einrichtung des Kaufhofs (ehemals Kaufhaus Levy) und des Saarpark-Centers in den 1980er Jahren verlor die Geschäftsstraße an Kundschaft. Die Fernsehansagerin Claudia Doren bemerkte öffentlich, dass Ramsch- und Second-Hand-Läden das Straßenbild dominierten. Seit den 1980er Jahren wird die Hüttenbergstraße als Einbahnstraße in Richtung bergaufwärts befahren, während der Verkehr bergabwärts über Langenstrichstraße–Jägerstraße–Marienstraße geführt wird. Durch Ausweisung von Schrägparkplätzen (siehe Bild) wurde das Einparken am steilen Berg erleichtert und zusätzlicher Parkraum geschaffen. An der Straße sind weiterhin zahlreiche Geschäfte sowie das größte Kino der Stadt zu finden. Die Straße gehört zur traditionellen Route des Neunkircher Rosenmontagszugs.

## Baudenkmäler
- Christuskirche: die evangelische Christuskirche befindet sich am Unteren Markt. Der Haupteingang liegt am unteren Ende der Hüttenbergstraße.
- „Eisengießer“: Die Brunnenskulptur wurde 1936 der Stadt vom Eisenwerk geschenkt. Der Eisengießer soll stellvertretend für die Belegschaft des Eisenwerkes stehen. Angefertigt wurde es vom Bildhauer Fritz Claus.
- Wohn- und Geschäftshaus von 1904, Hüttenbergstraße 6
- Wohnhaus von 1875 mit Erweiterung 1899,  Hüttenbergstraße 7–13
- St. Marien: Die katholische Stadtpfarrkirche im neoromanischen Stil wurde 1884 als Nachfolgebau einer 1751 entstandenen barocken Saalkirche errichtet und entstand nach Plänen des Architekten Ferdinand Schorbach. Die Kirche steht am Marienplatz.

## Weitere Sehenswürdigkeiten
- „Hl. Christophorus“ von Ferdinand Selgrad, farbiges Mosaik an der Hüttenbergstraße 37, seit 2007 als Einzeldenkmal unter Denkmalschutz[5]
- Stolpersteine für Ludwig Stemmler (Hüttenbergstraße 58) sowie Alfred und Else Voos (Hüttenbergstraße 63)